# Eric Krenz
Pour les articles homonymes, voir Krenz.
Eric William Christian Krenz  (né le 7 mai 1906 à Stockton et mort le 18 août 1931 à Emerald Bay) est un athlète américain, spécialiste du lancer du disque.

## Carrière
Il remporte au lancer du disque les championnats de l'Amateur Athletic Union en 1927 et 1929 ainsi que le titre NCAA en 1928 sous les couleurs de l'université Stanford. Il participe au concours du lancer du poids des Jeux olympiques de 1928, à Amsterdam, se classant quatrième de la finale avec un jet à 14,99 m.
Le 9 mars 1929, à Palo Alto, Eric Krenz établit un nouveau record du monde du lancer du disque en atteignant la marque de 49,90 m, améliorant d'1,70 m la précédente meilleure marque mondiale détenue depuis 1926 par son compatriote Bud Houser. Un an plus tard, le 17 mai 1930, toujours à Palo Alto, il porte son record mondial à 51,03 m et devient par la même occasion le premier discobole à dépasser officiellement la barrière des cinquante mètres.
Sur le plan technique, Eric Krenz est l'un des premiers athlètes à utiliser la technique contemporaine du lancer du disque consistant à effectuer une rotation d'un tour trois quarts après avoir pivoté sur un pied.
Il trouve la mort le 18 août 1931 au Lac Tahoe dans le Nevada, à l'âge de vingt-cinq ans, en voulant porter secours à un jeune garçon qui se noyait. 

### Palmarès
| Date | Compétition     | Lieu      | Résultat | Épreuve         |
| ---- | --------------- | --------- | -------- | --------------- |
| 1928 | Jeux olympiques | Amsterdam | 4e       | Lancer du poids |

### Records
| Épreuve          | Performance | Lieu | Date |
| ---------------- | ----------- | ---- | ---- |
| Lancer du disque | 51,03 m     |      | 1930 |
| Lancer du poids  | 15,63 m     |      | 1930 |